# Christian Götz (General, 1810)
Christian Gottlieb Götz (* 9. Juli 1810 in Karlsruhe; † 24. Januar 1884 ebenda) war ein badischer Generalmajor, später preußischer Generalleutnant.

## Leben

### Herkunft
Christian war ein Sohn des Karlsruher Bürgers N. N. Götz und dessen Ehefrau Wilhelmine, geborene Wenner.

### Militärkarriere
Götz besuchte die Bürgerschule und das Polytechnikum in Karlsruhe. Am 1. Februar 1831 trat er als Grenadier in das Leib-Grenadier-Bataillon der Badischen Armee ein. Er absolvierte die Kriegsschule und wurde unter Beförderung zum Leutnant Mitte April 1834 in das 3. Infanterie-Regiment nach Rastatt versetzt. Götz diente ab November 1836 für drei Jahre als Bataillonsadjutant und stieg in dieser Stellung Mitte Januar 1838 zum Oberleutnant auf. Ende April 1845 zum Hauptmann befördert, wurde Götz am 24. März 1847 in das 1. Linien-Infanterie-Regiment versetzt. Er unternahm eine größere Reise und besuchte die ecole d´ápplication d'état-major in Paris. 1848 machte er anlässlich der Badischen Revolution den Ausmarsch gegen die Freischaren mit und wurde am 13. August 1849 infolge der Auflösung der Armee zunächst in den einstweiligen Ruhestand versetzt.
Anfang September 1849 war Götz im Büro des 1. Infanterie-Regiments tätig, wurde im Februar 1850 zum Protokollführer der Reorganisationskommission für das badische Armeekorps ernannt und 4. März 1850 zum Hauptmann I. Klasse im 4. Infanterie-Bataillon befördert. Von Juli bis November 1850 folgte seine Kommandierung in den Generalstab der in Preußen dislozierten Truppen nach Berlin. Am 1. Juli 1852 wurde Götz in den Generalstab der Armee in Karlsruhe versetzt und für seine Tätigkeit dort mit dem Wilhelmsorden IV. Klasse, dem Ritterkreuz des Ordens der Eichenkrone sowie Ordens vom Zähringer Löwen ausgezeichnet. Er avancierte Mitte Juli 1856 zum Major und versah von 4. März bis Mai 1859 Truppendienst als Kommandeur des 2. Füsilier-Bataillon. Anschließend wurde er unter Ernennung zum Unterchef des Generalstabes des VIII. Bundeskorps in den Generalstab der Armee rückversetzt. Mit der Beförderung zum Oberstleutnant wurde Götz am 9. Juni 1860 zur Disposition gestellt und am 25. Juni 1860 in das Kriegsministerium nach Karlsruhe versetzt. Zugleich war er als Lehrer der Taktik am Kadettenhaus und der Höheren Offizierschule tätig. Er avancierte bis 10. März 1868 zum Generalmajor und wurde Chef der 1. Sektion des Kriegsministeriums. Während des Krieges gegen Frankreich war Götz 1870/71 mit der Leitung der Geschäfte des Kriegsministeriums und mit dem stellvertretenden Kommando der badischen Division beauftragt. Großherzog Friedrich I. verlieh ihm 1871 für sein Wirken das Kommandeurkreuz I. Klasse des Ordens vom Zähringer Löwen mit Eichenlaub.
Infolge der Militärkonvention wurde Götz am 15. Juli 1871 in den Verband der Preußischen Armee übernommen und war als Offizier von der Armee nach der Aufhebung des badischen Kriegsministeriums ab dem 4. November 1872 Vorstand der Militärkommission zur Abwicklung der Geschäfte dieser Behörde. Durch Kabinettsorder vom 22. März 1873 wurde er zum Generalleutnant befördert und am 6. Dezember 1873 in Genehmigung seines Abschiedgesuches unter Verleihung des Sterns zum Roten Adlerordens II. Klasse mit Eichenlaub und mit Pension zur Disposition gestellt. Er starb am 24. Januar 1884 in Karlsruhe.
Der General Gustav von Beyer schrieb 1871 über ihn: Er ist trotz seiner 60 Jahre noch ein sehr rüstiger, kerngesunder Mann und ein unermüdlicher sehr eifriger Arbeiter, der mir stets eine zuverlässige Stütze gewesen und der Reorganisation des badischen Kontingents die wesentlichsten und erfolgreichsten Dienste geleistet hat. Für den Bürodienst ist er daher eine ganz vorzügliche Kraft und in allen preußischen Reglements und Vorschriften wohl bewandert. Über seine Verwendbarkeit im Truppendienst habe ich kein Urteil. Seit er sein Bataillon im Jahr 1860 abgegeben, hat er keine Gelegenheit gehabt, sich dahin weiter zu entwickeln. Daher erscheint seine Verwendbarkeit nach dieser Richtung zweifelhaft. Er selbst hegt das Vertrauen zu sich und meldet sich sofort zur Übernahme des Kommandos der 1. Infanterie-Brigade, als deren Kommandeur, Prinz Wilhelm, bei Nuits schwer verwundet wurde. Vorläufig ist er zur Abwicklung der Geschäfte des Kriegsministeriums nach Eintritt der Militärkonvention und, bis diese Geschäfte vollständig erledigt sein werden, in seiner jetzigen Stellung ganz unentbehrlich.

### Familie
Goertz heiratete 1842 Adelheid Winter, eine Tochter des Domänenverwalters Ludwig Georg Winter aus Rastatt. Sie starb bereits acht Monate nach der Hochzeit. 1862 heiratete er Luise Muntz, verwitwete Ritzhaupt. Das Paar hatte eine Tochter.